# Caradrina apicimaculata
Caradrina apicimaculata är en fjärilsart som beskrevs av Hans Rebel 1948. Caradrina apicimaculata ingår i släktet Caradrina och familjen nattflyn. Inga underarter finns listade i Catalogue of Life.